# Jegławki (osada)
Jegławki – osada w Polsce położona w województwie warmińsko-mazurskim, w powiecie kętrzyńskim, w gminie Srokowo. W latach 1975–1998 miejscowość administracyjnie należała do województwa olsztyńskiego.
W gminie Srokowo jest też wieś Jegławki. 